# Dienheim
Dienheim település Németországban, Rajna-vidék-Pfalz tartományban. Lakosainak száma 2227 fő (2023. december 31.).

## Népesség
A település népességének változása:
| Lakosok száma | 1399 | 2216 | 2221 | 2234 | 2227 | 2227 |
|               | 1975 | 2017 | 2019 | 2021 | 2022 | 2023 |